# William W. Cooke
William Winer Cooke (29 de mayo de 1846 - 25 de junio de 1876) fue un oficial del Ejército de los Estados Unidos durante la Guerra de Secesión y la Guerra de las Colinas Negras. Fue ayudante de George Armstrong Custer y murió con él en la batalla de Little Bighorn.

## Primeros años y carrera
Cooke nació en Mount Pleasant, condado de Brant, Ontario, hijo de Alexander y Angeline Cooke. Asistió a la Brantford Collegiate School y a la Central School en Hamilton, Ontario. A la edad de 14 años, se mudó a Búfalo, Nueva York para continuar sus estudios. Después de graduarse, se alistó en 1863 en la 24.ª Caballería de Nueva York en las cataratas del Niágara, Nueva York, durante la guerra de Secesión. Después de servir como oficial de reclutamiento, sirvió en el frente en el IX Cuerpo, comandado por Ambrose Burnside. Fue herido durante el asedio de Petersburg. Después de ser dado de alta del hospital, trabajó en el comisariato. Ascendió a primer teniente el 14 de diciembre de 1864, pero no regresó al servicio de primera línea hasta marzo de 1865. Se le concedieron ascensos brevet a capitán, mayor y teniente coronel por su meritorio servicio durante la guerra; la última de sus acciones ocurrió en la batalla de Sailor's Creek durante la campaña de Appomattox.
Después de la guerra, se unió inmediatamente a la 1.ª Caballería Provisional de Nueva York y solicitó una comisión en el Ejército Regular. Fue nombrado segundo teniente del 7º Regimiento de Caballería de los Estados Unidos en julio de 1866 y ascendido a primer teniente un año más tarde en Fort Harker en Kansas. En 1868, participó en la Campaña de Washita.
En 1871, se convirtió en ayudante del regimiento bajo el mando del teniente coronel George Armstrong Custer. Cooke se hizo amigo cercano de Thomas Custer y fue así miembro del llamado "Clan Custer" o "Banda Custer", una camarilla muy unida de amigos íntimos y familiares de George Custer. Era un excelente tirador y uno de los corredores más rápidos del regimiento. Algunos de sus soldados le tomaron antipatía y lo llamaban a sus espaldas "El de la Reina" (en alusión a su origen canadiense, entonces parte del imperio británico gobernado por Victoria de Inglaterra, peyorativo usado por los estadounidenses entonces ferozmente antimonárquicos). Destacaba por las llamativas patillas muy largas, que siempre llevaba.

## Little Bighorn
Cooke murió en la batalla de Little Bighorn. Como ayudante de George Custer, permaneció a su lado durante el combate y su cuerpo fue encontrado cerca de su comandante. Fue el autor del famoso "último mensaje" escrito a Frederick Benteen, llevado y entregado por el sargento John Martin, que decía:

"Benteen. Vamos. Pueblo grande. Date prisa. Trae mochilas. W. W. Cooke. P.D.: Trae mochilas".

Además de cortarle la cabellera, al cuerpo de Cooke le arrancaron una mejilla llevándose también una de sus características patillas. Al igual que los demás caídos, fue enterrado inicialmente en el campo de batalla. Una losa conmemorativa marca el lugar aproximado donde cayó. En junio de 1877, los cuerpos fueron exhumados y enterrados nuevamente en el Cementerio Nacional de Little Bighorn. En agosto de ese año, su familia hizo que los restos de Cooke fueran desenterrados nuevamente y reenterrados en la parcela familiar en el cementerio de Hamilton, Ontario. 
El Gran Ejército de la República en Hamilton recibe su nombre en memoria y honor de Cooke.